# Gayle Rubin

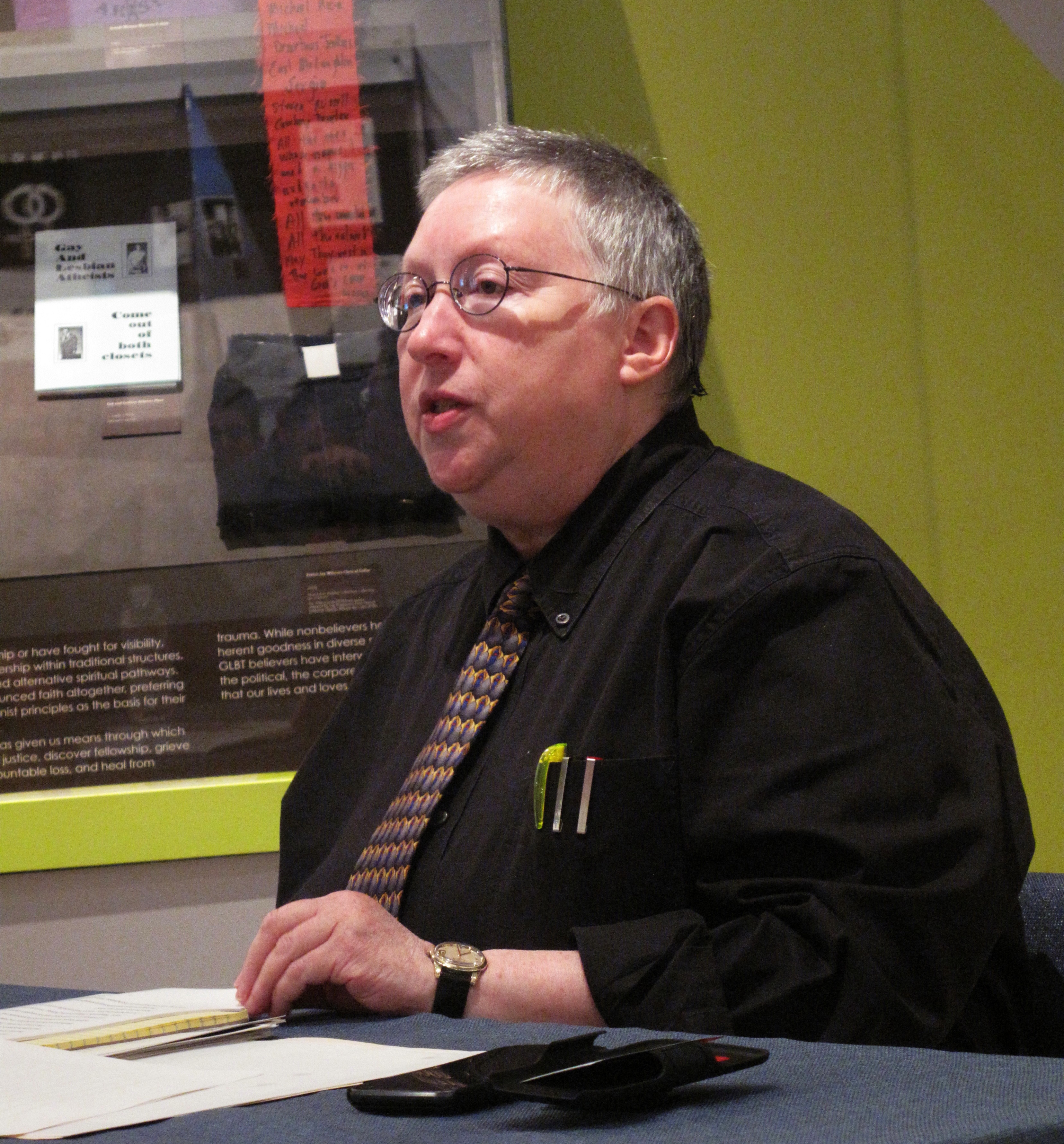
Gayle Rubin bei einer Veranstaltung des GLBT History Museum in San Francisco. (2012)

Gayle S. Rubin (* 1949 in South Carolina) ist eine US-amerikanische Feministin, die hauptsächlich auf dem Gebiet der Anthropologie und der Gesellschaftspolitik mit Schwerpunkt auf Frauen- und Gender Studies gearbeitet hat. Sie hat u. a. die Diskussion um Pornografie sowie einvernehmlichen Sadomasochismus in der als Feminist Sex Wars bekannt gewordenen Kontroverse zwischen sogenannten sex-positiven- und anti-pornografischen Feministinnen maßgeblich angeregt.

## Werk
Gayle Rubins Arbeiten setzen sich kritisch mit dem Verhältnis von Politik, Gesellschaft, Emanzipation und Sexualität auseinander. Rubin gilt als Begründerin des Sex-Gender-Systems mit ihrer Schrift The traffic in women (1975). Darin unterscheidet sie erstmals das biologische (sex) vom sozial konstruierten (gender) Geschlecht. Ihre Vision ist eine
androgyne und genderlose Gesellschaft, in der zugeschriebene Sexualität und „sex roles“ abgeschafft sind. (Vgl. Charlotte Ulrich)
1978 zog Rubin nach San Francisco, um dort zum Thema homosexuelle Lederbewegung zu forschen. Am 13. Juni dieses Jahres gründete sie zusammen mit dem Schriftsteller Pat Califia und mehreren anderen Feministinnen Samois, die erste bekannte amerikanische, feministische BDSM-Lesben-Gruppe, die sich in den 80er Jahren politisch für die Rechte von lesbischen Sadomasochistinnen engagierte und mit Coming to Power das erste bekannte BDSM-Handbuch herausbrachte. Die Gruppe löste sich im Mai 1983 auf, woraufhin Rubin sich im Jahr darauf an der Gründung einer neuen Organisation namens „The Outcasts“ beteiligte.

## Rezeption
Califia und Rubin waren in den 1980er Jahren bekannte Vertreter der „Pro-Sex Aktivisten“ in einer Auseinandersetzung, die im angelsächsischen Raum unter der Bezeichnung The feminist sex wars bekannt wurde.
In Thinking Sex analysierte Rubin 1984, wie im „modernen sexuellen System“ Sexualpraktiken hierarchisiert und stigmatisiert würden. Sexuelle Konflikte nähmen aus dieser Sicht häufig die Form einer „Moral Panic“ an. Menschen würden aufgehetzt und eine rationale Diskussion werde unmöglich gemacht. Rubin plädiert für einen sexuellen und theoretischen Pluralismus und erörtert dabei auch die „Grenzen des Feminismus“ für eine politische Theorie der Sexualität.
In den Jahren von 1992 bis 2000 war sie Mitglied des Board of Directors des Leather Archives and Museum.
1994 stellte Rubin ihre Dissertation im Bereich Anthropologie der University of Michigan fertig, wo sie als Assistant Professor im Bereich Frauenforschung und Gender Studies  tätig ist. Der Titel der Arbeit, die sich mit der Subkultur der männlich-schwulen „Lederszene“ in San Francisco beschäftigt, lautet The Valley of the Kings: Leathermen in San Francisco, 1960–1990.

## Auszeichnungen
- 2000 Leather Archives and Museum „Centurion“
- 2000 National Leather Association Lifetime Achievement Award
- 1992 Pantheon of Leather Forebearer Award
- 1988 National Leather Association Leather Woman of the Year Award